# Уоллопс

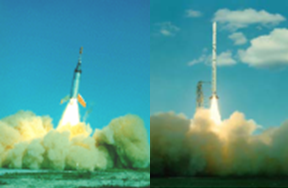
Испытания системы спасения Меркури и тепловой защиты корабля Аполлон на ракете «Скаут»

Уоллопс (англ. Wallops Flight Facility, ранее — WITC, Wallops Island Test Center — испытательный центр на острове Уоллопс) — американский космодром. Состоит из трёх отдельных участков общей площадью 25 км²: основной базы, центра на материке и острова Уоллопс, где находится стартовый комплекс. Главная база расположена на восточном побережье штата Виргиния. Был основан в 1945 году, первый удачный старт осуществлён 16 февраля 1961 года, когда на околоземную орбиту с помощью ракеты-носителя Scout X-1 был выведен научно-исследовательский спутник «Explorer-9» («S-56A»). Имеет несколько стартовых комплексов.
С 2006 года часть полигона арендуется частной аэрокосмической корпорацией и используется для коммерческих запусков под названием «Среднеатлантический региональный космопорт». В 2013 году с космодрома Уоллопс ракета-носителем Minotaur-V к Луне был запущен зонд Lunar Atmosphere and Dust Environment Explorer.
28 февраля 2022 года частная космическая компания Rocket Lab анонсировала строительство стартового комплекса для ракеты Neutron на острове Уоллопс.